# Chiesa di Santa Lucia (Borgo d'Anaunia)
La chiesa di Santa Lucia è una chiesa cattolica situata presso Fondo, nel comune di Borgo d'Anaunia, in provincia autonoma di Trento; è sussidiaria della parrocchiale di San Martino di Fondo e fa parte dell'arcidiocesi di Trento. 

## Storia

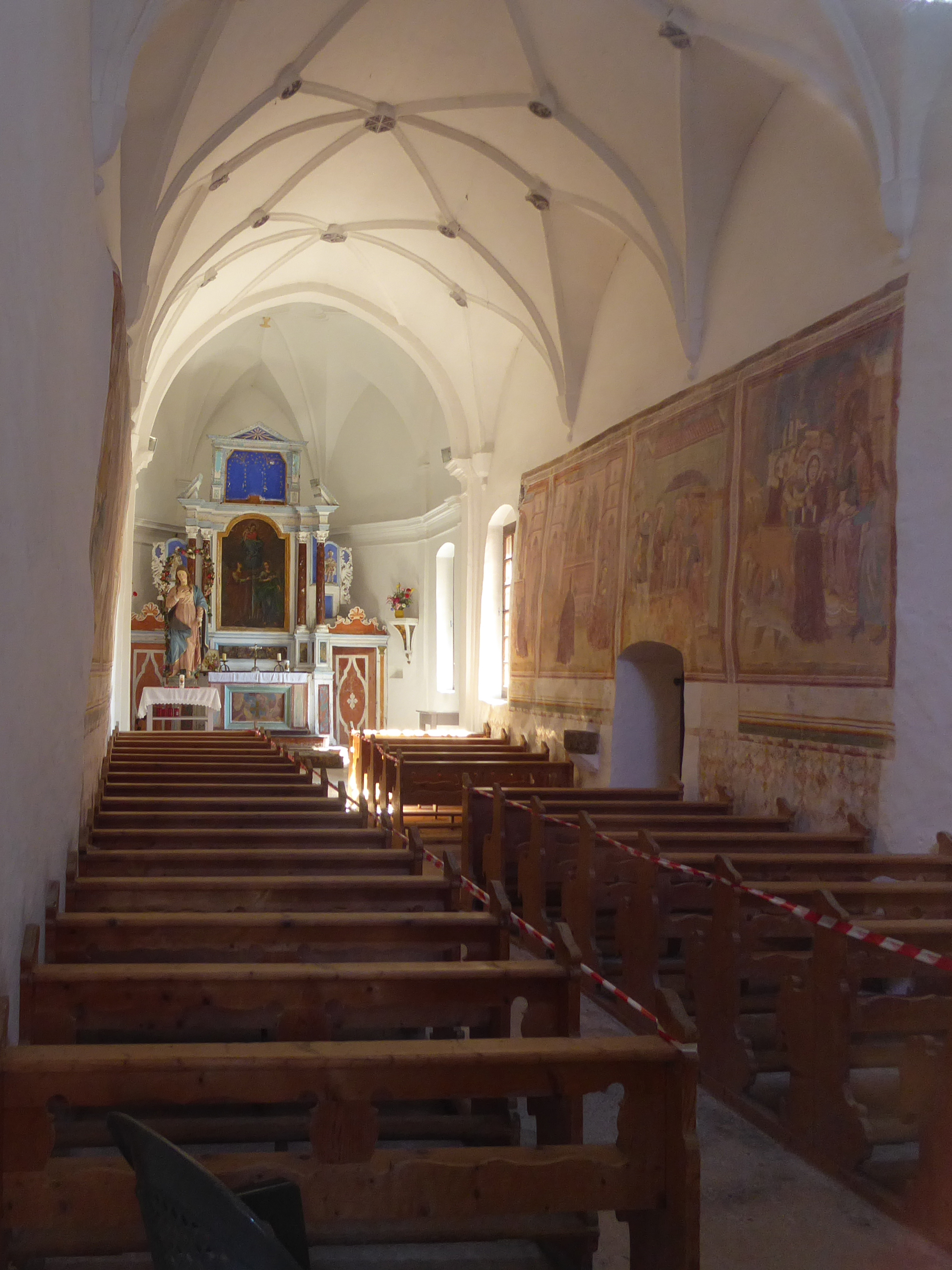
Interno

Il colle su cui si trova la chiesa è detto "di Santa Lucia" già nel XIII secolo, segno che un luogo di culto dedicato alla santa doveva esistervi già allora, ma la data di costruzione di questo primo edificio è ignota. L'edificio odierno è certamente trecentesco, ma anche in questo caso l'anno non è noto: Vigilio Inama riporta un'iscrizione (oggi scomparsa) che si trovava sulla cornice di uno degli affreschi, datata 1646 e firmata da Simone Vial (che fu capitano della giurisdizione di Castelfondo dal 1664 al 1668), la quale attestava la fondazione della chiesa nel 1356, ma non vi sono dati storici che permettano di avvalorare o respingere questa datazione.
Durante una visita pastorale del 1616 venne imposta la scialbatura degli affreschi e la ritinteggiatura della chiesa, e una successiva visita del 1649 trovò il presbiterio in condizioni rovinose. L'edificio venne quindi rimaneggiato e ampliato nel 1673, ricostruendo sia il presbiterio, sia la parte anteriore dell'edificio con tutta la facciata, e aprendo l'ingresso laterale e una finestra.
Nel 1894 venne effettuato un restauro conservativo, accompagnato anche da un innalzamento della quota di copertura della navata, portata a livello di quella del presbiterio. Nel 1982 si provvide ad un altro restauro, fortemente richiesto dalla popolazione di Fondo e sostenuto anche da Nicolò Rasmo, e finanziato dalla provincia autonoma di Trento.

## Descrizione

### Esterno
La chiesa si trova immersa nella pineta del colle di Santa Lucia, a nord ovest dell'abitato di Fondo; nell'area si trovava un castello fondato da Mainardo II nel 1271, sui cui ruderi la chiesa venne edificata. L'edificio ha una forma stretta e lunga, giudicata insolita in rapporto alle consuetudini dell'architettura sacra locale sia da Costa (1986, che la definisce addirittura "sgraziata"), sia da Gorfer (1975), dovuta al rimaneggiamento di fine ottocento; il presbiterio, leggermente aggettante rispetto al resto della chiesa, si conclude con un'abside poligonale.
La facciata è a due spioventi ripidi, sormontata da un piccolo campanile a vela; in essa si apre il portale lapideo architravato, affiancato sui due lati da finestrelle quadrate con inferriate, e più in alto verso il centro un oculo, anch'esso inferriato. Tutto la struttura è percorsa alla base da uno zoccolo, interrotto solo dal portale principale e da quello laterale, a tutto sesto, nella fiancata destra; sullo stesso lato si trovano anche due finestre rettangolari strombate, una in corrispondenza dell'ultima campata della navata e l'altra nel presbiterio, e un'ultima finestrella a profilo mistilineo si apre sulla parete di fondo, mentre il lato sinistro è cieco.
Sempre sulla parete destra si trovano due affreschi attribuiti a Giovanni da Volpino, raffiguranti un grande san Cristoforo e una Crocifissione con la Madonna e san Giovanni ai piedi della croce; sullo stesso lato è murata anche una lapide in memoria di tal Giuseppe Cristanelli, che nel 1896 si fece promotore del rimboschimento del colle.

### Interno

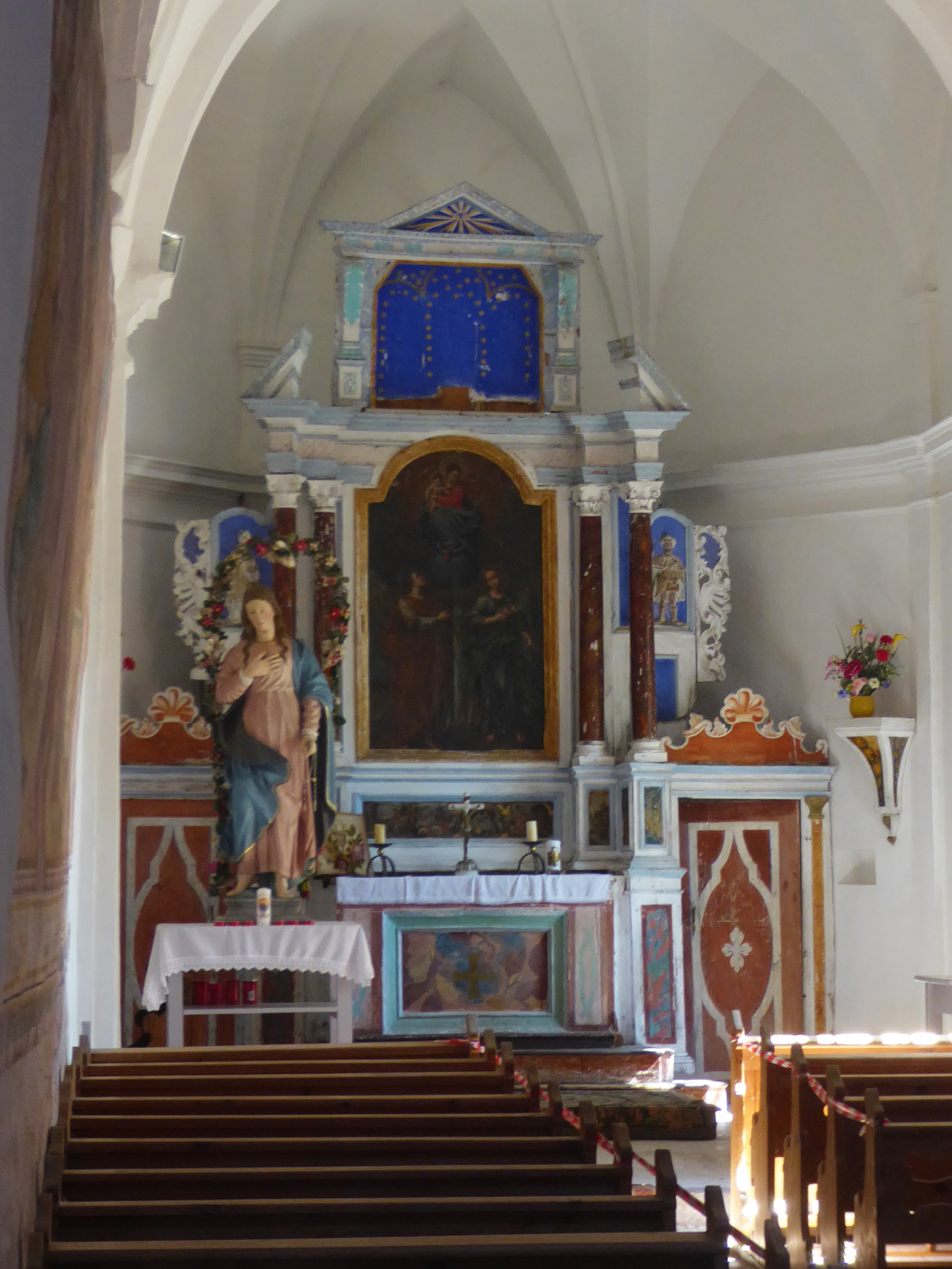
Altare

L'interno è navata unica, larga poco più di cinque metri e lunga circa venti, suddivisa in cinque campate dai peducci di sostegno delle nervature della volta reticolare. Il presbiterio, rialzato di un gradino rispetto all'aula, è introdotto dall'arco santo a sesto acuto ed è anch'esso coperto da una volta reticolare poggiata su una cornice corrente.
Le pareti della navata riportano un ciclo di affreschi trecentesco di autore ignoto; l'immagine di uno scorpione su uno stendardo nell'ultimo riquadro ha portato alcuni studiosi ad attribuirlo a Jacopo Sunter, un pittore di scuola bressanonese operante anche a Castelfondo, che lo adoperava come firma, ma l'animale potrebbe anche essere semplicemente un simbolo per la malvagità umana; un'altra ipotesi vede gli affreschi dipinti intorno al 1376 dallo stesso artista che realizzò quello della Madonna di Castelbarco, nella chiesa dei Domenicani di Bolzano. L'opera è organizzata in otto riquadri di circa 1,80x1,65 metri ciascuno, con iscrizioni latine e gotiche, raffiguranti vari episodi della vita di santa Lucia tratti dalla Legenda Aurea: la supplica di grazia sulla tomba di sant'Agata a Catania da parte della madre di Lucia, Euticia; sant'Agata che appare in sogno a santa Lucia; Lucia accusata davanti al governatore Pascasio; varie scene del martirio; la comunione e la sepoltura; e infine la morte di Pascasio. 
L'altare ligneo, risalente al XVII secolo, è ornato da una predella raffigurante varie scene: il battesimo di Gesù, l'incontro di Giovanni Battista con due apostoli  e quindi con Gesù, e infine la decollazione di Giovanni Battista con due scene di Salomè, che ne raccoglie la testa e la porge a re Erode.